# کمپانیا پیوووارسکا
کمپانیا پیوووارسکا (انگلیسی: Kompania Piwowarska) شرکت آبجوسازی لهستانی است، که در سال ۱۹۹۹ تأسیس شد.